# 신수민
신수민(1993년 8월 2일 ~ )은 대한민국의 2014년 미스코리아 선(善)이다. 2014년 미스 어스에 대한민국 대표로 탑16에 입상하였다.

## 학력
- 월평초등학교 (졸업)
- 월평중학교 (졸업)
- 삼일여자고등학교 (졸업)
- 위덕대학교 항공관광학과 (졸업)

## 프로필
- 출생 : 1993년 8월 2일
- 수상 : 2014년 미스코리아 선(善), 2014년 미스코리아 경북 진(眞)
- 경력 : 2014년 한국음반산업협회 홍보대사, 초록우산 어린이재단 홍보대사, 파주개성인삼축제 홍보대사
- 취미 : 영화보기, 네일아트
- 특기 : 스킨스쿠버, 수화